# 793 (číslo)
Sedm set devadesát tři je přirozené číslo. Následuje po čísle sedm set devadesát dva a předchází číslu sedm set devadesát čtyři. Římskými číslicemi se zapisuje DCCXCIII a řeckými číslicemi ψϟγ'.

## Matematika
793 je:
- Dvanáctiúhelníkové číslo
- Hvězdové číslo
- Deficientní číslo
- Složené číslo
- Šťastné číslo

## Astronomie
- (793) Arizona je planetka hlavního pásu, kterou objevil v roce 1907 Percival Lowell

## Roky
- 793
- 793 př. n. l.